# 바실리 코노노프
바실리 마카로비치 코노노프(러시아어: Василий Макарович Кононов, 라트비아어: Vasilijs Kononovs, 1923년 - 2011년)는 제2차 세계대전 당시 소련의 빨치산이다. 마지에 바트 양민 사형 사건으로 인도에 반한 죄 판결을 받았다.

## 생애
빈농 출신으로, 콤소몰에서 활동하였다. 이후 제2차 세계 대전 당시 빨치산 활동을 하며 파쇼군 수송열차 14대를 폭파시켰으며, 전후에는 내무부에서 복무했다. 그 뒤 1944년 5월 29일 코노노프 휘하의 빨치산 소부대가 라트비아의 마을 마지에 바트의 주민 9명을 독일 국방군을 도왔다는 이유로 살해한 것으로 인해 1998년 라트비아 검찰청으로부터 전쟁범죄 혐의로 기소되었으며, 1심에서 6년형을 선고받았으나 2000년 대법원 판결에서 무죄가 선고되었다.
이후 2001년 라트비아 검찰에 의해 다시 기소되어 무죄 판결을 받았으나, 검찰 측의 항소심에서 판결이 뒤집혀 2004년 유죄가 확정되었다. 그 뒤 2008년 유럽 인권 재판소에서 라트비아 법원의 판결을 번복하고 무죄를 선언했으며, 해당 판결이 유럽 인권 조약을 위배한 것이라고 밝혔다. 그러자 라트비아 정부에서 이에 항소할 뜻을 내비쳤으며, 2009년 해당 사건이 유럽 인권 재판소에 다시 상정되었다. 판결 기간 동안 코노노프는 블라디미르 푸틴, 드미트리 메드베데프, 세르게이 미로노프 등으로부터 지지를 받는 등 러시아 정부의 지원을 받았으며, 2010년 해당 사건의 판결이 다시 뒤집혀 유죄로 최종 확정된 뒤 2011년 라트비아에서 세상을 떠났다.

## 같이 보기
- 소비에트 연방의 발트 3국 점령